# 大場四平
大場 四平（日语：／ Ōba Shihei、1890年1月14日—1963年7月25日）為日本陸軍之軍人。最終階級陸軍中將。

## 生平
宮城縣出身。父大場喜七。1910年（明治43年）5月、陸軍士官學校（22期）畢業、同年12月、任官步兵少尉。
1936年（昭和11年）8月、昇進步兵大佐就任步兵第7連隊留守隊長。1937年（昭和12年）8月、轉任步兵第42連隊長於中日戰爭出征。參與太原攻略戰、徐州会战。1938年（昭和13年）7月異動、歸國任豐橋陸軍預備士官學校步兵學生隊長。1939年（昭和14年）8月、進級陸軍少將任留守第10師團司令部付。
1940年（昭和15年）8月、就任第10歩兵團長迎戰太平洋戰爭。1942年（昭和17年）8月、晉升陸軍中將任第16师团、擔任菲律賓防衛任務。1944年（昭和19年）3月、轉移任參謀本部付、同年6月、就任東京灣要塞司令官。1945年（昭和20年）6月、派令擔任東京灣兵團司令官兼東京灣要塞司令官、準備迎戰美軍登陸攻擊至終戰。

## 親族
- 兄 大場彌平（陸軍少將）
- 孫 石井和紘（建筑师）